# Aderpas brunneus
Aderpas brunneus är en skalbaggsart som först beskrevs av Thomson 1858.  Aderpas brunneus ingår i släktet Aderpas och familjen långhorningar.
Artens utbredningsområde är Gabon. Inga underarter finns listade i Catalogue of Life.